# نستور کاماچو
نستور کاماچو (انگلیسی: Néstor Camacho؛ زادهٔ ۱۵ اکتبر ۱۹۸۷) بازیکن فوتبال اهل پاراگوئه است.
از باشگاه‌هایی که در آن بازی کرده‌است می‌توان به باشگاه فوتبال آوای، باشگاه فوتبال نیولز اولد بویز، باشگاه فوتبال لیبرتاد، و باشگاه ورزشی دیپورتیوو کالی اشاره کرد.
وی همچنین در تیم ملی فوتبال پاراگوئه بازی کرده‌است.